# Betty Mármol
Elizabeth 'Betty' Jean Rubble  (de soltera Betty McBricker) (en español, la serie con traducción latinoamericana la conoció como Betty Jean Yendo de Mármol) es un personaje de ficción de la serie de televisión y posteriores películas de Los Picapiedra. Se trata de una mujer de cabello negro corto, esposa del amigo y compañero de Pedro Picapiedra, Pablo Mármol (a quien llama cariñosamente "Cuchi Cuchi") y madre adoptiva de Bam Bam. Es amiga, compañera y vecina de Vilma Picapiedra.
Betty vive en la ciudad de Piedradura, un mundo donde los dinosaurios y dientes de sable coexisten con los humanos, quienes disfrutan de versiones primitivas de todas las invenciones modernas, como los teléfonos (cuernófonos), automóviles (troncomóviles) y lavadoras automáticas, con la diferencia de que en muchas de ellas se utilizan animales en lugar de circuitos.
La personalidad de Betty se basó en el personaje de Trixie Norton, esposa de Ed Norton en la serie de televisión de 1950 "The Honeymooners"; en los Picapiedra, cada uno de los personajes principales es una analogía de los personajes de The Honeymooners. Así como Trixie pasa mucho de su tiempo socializando con Alice Kramden (en la serie), Betty pasa mucho de su tiempo con su amiga y vecina Vilma, y las dos deben lidiar con sus respectivos esposos cada vez que se meten en problemas.

## Biografía
Se sabe de la niñez de Betty, qué era una chica que jugaba con su amiga Vilma traca su padre era Brick y jane McBricker su madre y un hermano de nombre desconocido sin embargo se sabe que tanto Betty como Vilma en su niñez y adolescencia conocieron y se enamoraron de sus futuros esposos, Pedro Picapiedra y Pablo Mármol. Finalmente Betty y Pablo se casaron, al parecer un poco después que Vilma y Pedro. Betty se convirtió en ama de casa, manteniendo su hogar con las herramientas prehistóricas (un mamut como aspiradora), y otras tecnologías de la época. Betty como Vilma disfruta de apoyar obras de caridad en Piedradura, las compras y ocasionalmente conociendo a algunas celebridades de la época, con nombres propios de la serie como Cary Grant (Gary Granito) y Ann Margret (Ana Margarroca).

## Madre adoptiva
En la cuarta temporada, Betty y Pablo encuentran a las afueras de su casa un niño abandonado a quien nombran "Bam-Bam". Después de una batalla legal en la cual derrotan al abogado "Perry Piedrota", a los Mármol se les permite quedarse con el niño. Betty no puede tener hijos, algo nunca antes abordado en una serie de caricaturas.
- Datos: Q614768
- Multimedia: Betty Rubble / Q614768